# 孙丹萍
孙丹萍（1966年—2015年），汉族，中华人民共和国政治人物、第十一届全国政协委员。
担任广东省电力开发公司副总经理。2008年，当选第十一届全国政协委员，代表中华全国妇女联合会，分入第二十组。
2015年9月22日因病离世，享年49岁。